# Воля-Осова
Воля-Осова (пол. Wola Osowa) — село в Польщі, у гміні Сташув Сташовського повіту Свентокшиського воєводства.
Населення — 277 осіб (2011).
У 1975-1998 роках село належало до Тарнобжезького воєводства.

## Демографія
Демографічна структура на день 31 березня 2011 року:
|          | Загалом | Допрацездатний вік | Працездатний вік | Постпрацездатний вік |
| -------- | ------- | ------------------ | ---------------- | -------------------- |
| Чоловіки | 150     | 35                 | 98               | 17                   |
| Жінки    | 127     | 24                 | 75               | 28                   |
| Разом    | 277     | 59                 | 173              | 45                   |